# Quartier Mazarin
Le quartier Mazarin est un quartier urbain situé dans la partie sud de la ville d'Aix-en-Provence, à proximité du cours Mirabeau. Construit au XVIIe siècle par Michel Mazarin, il se caractérise par de nombreux hôtels particuliers et de fontaines ornées. Le quartier Mazarin correspond au tiers de la superficie d'Aix.

## Histoire

### La naissance du quartier (XVIIesiècle)
En 1645, Michel Mazarin, frère du cardinal Mazarin, est nommé archevêque d'Aix-en-Provence. Dès son arrivée, il désire modifier esthétiquement la ville et bâtir de nouveaux quartiers afin de s'adapter aux évolutions démographiques et aux impératifs de sécurité. Ainsi, il demande au roi Louis XIV s'il peut abattre les fortifications présentes alors au Sud de la ville pour y construire un nouveau secteur d'habitation. Le 15 février 1646, cette faveur lui est accordée par lettres patentes enregistrées par le Parlement d'Aix. Michel Mazarin souhaite alors créer un quartier bourgeois (pour les nobles et parlementaires) à l'architecture cossue. Pour ce faire, il cède ses droits en décembre de la même année à Michel Elbène de Ponssevère, gentilhomme romain, afin qu'il fixe le prix des terrains à un coût abordable uniquement par les plus fortunés. Lequel n'avait servi que de prête-nom au promoteur peu scrupuleux, Henry d'Hervart d’Hevinquem, seigneur allemand établi à Aix. Un architecte du nom de Jean Lombard est nommé pour superviser la construction des hôtels particuliers qui forment désormais la quasi-totalité du quartier. Les origines de l'archevêque Michel Mazarin ont peut-être influencé l'architecture style Renaissance italienne de ces bâtiments. En 1649, est construit en lieu et place des anciens remparts le Cours Mirabeau qui fixe la limite Nord du quartier Mazarin. Le projet est d'une telle ampleur que, pour beaucoup d'historiens, Aix est au XVIIe siècle la ville de Mazarin.

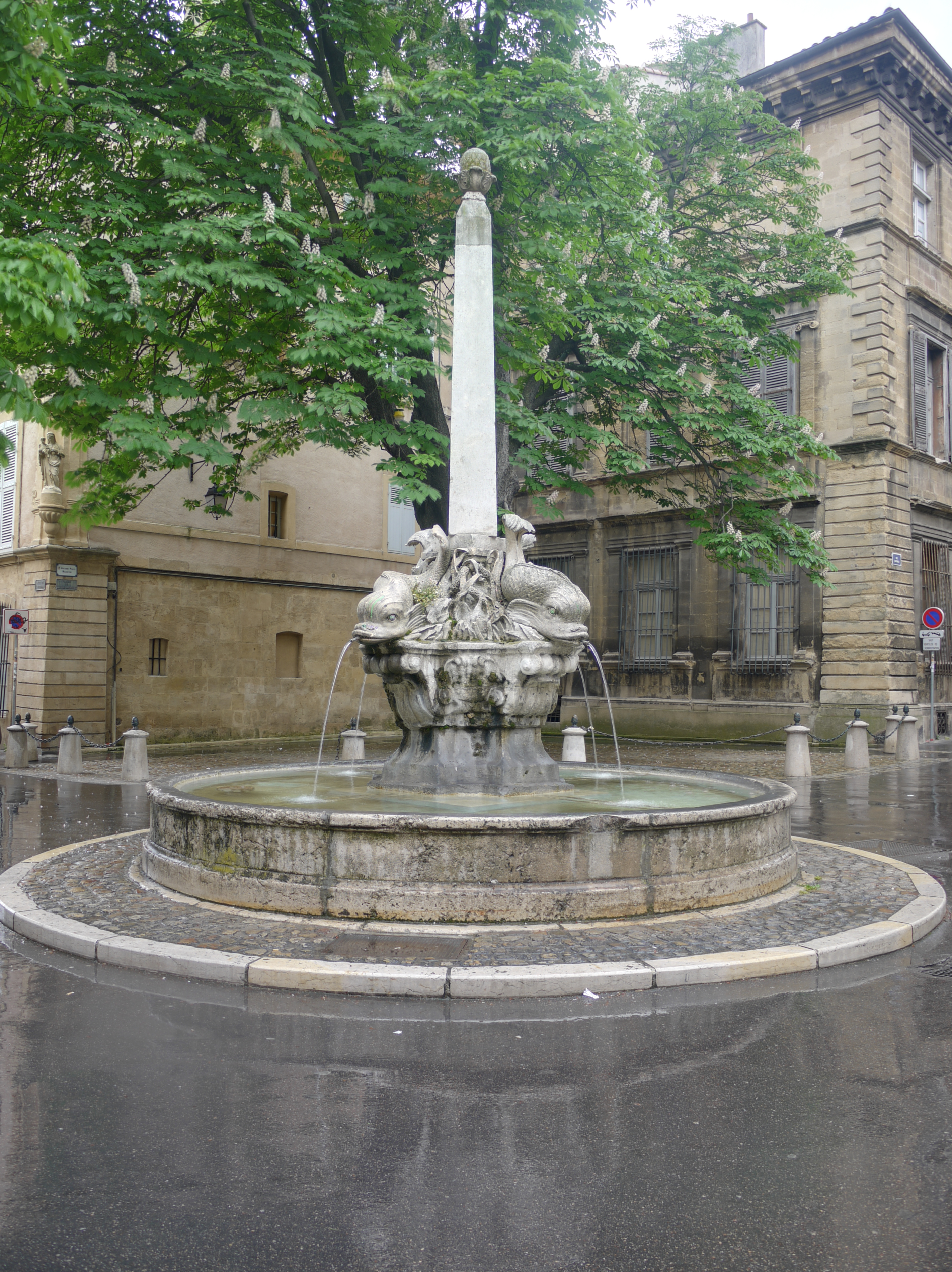
Place des Quatre-Dauphins

Ce lieu est un remarquable exemple d'architecture des XVIIe et XVIIIe siècles. Il est organisé selon un plan à damier dont le cœur serait la place des Quatre-Dauphins (anciennement "place Saint-Michel").  Michel Mazarin a laissé sa trace dans quatre rues du quartier : La rue Cardinale qui porte le nom de son titre ; la rue Saint-Michel (aujourd'hui rue Goyrand), en hommage à l’archevêque; la rue Mazarine ; La rue Saint-Sauveur (aujourd'hui rue du Quatre-Septembre) puisqu'il désirait qu'une rue portât le nom de la cathédrale d'Aix-en-Provence.
La création du quartier Mazarin, fut dans un premier temps, très orientée socialement, du fait de la proximité du promoteur d'Hervart avec les conseillers du Parlement. Par son mariage, à Aix-en-Provence en 1651, avec Lucrèce de Venel, fille et sœur de parlementaires, Hervart les côtoyait assidûment.
La noblesse d'Épée, qui peuplait la ville médiévale, en hostilité endémique avec la Robe, ne sembla pas attirée par ce nouveau quartier, et vis-à-vis de l’Épée, les parlementaires provençaux faisaient preuve d'une grande autonomie. Les nobles d'Épée ne se mêlaient guère à la Robe et les élites roturières témoignaient de peu d'attrait pour les quartiers nobiliaires. Ce quartier fut donc à sa création, l'antichambre du Parlement.
Toutefois, les études récentes tendent à démontrer que les choses ne sont pas si simples. La noblesse de robe fut concentrée sur le cours à carrosses, les rues Mazarines et Goyran. Mais le nouveau quartier attira la société montante, associée à toute une classe ouvrière, et quel que soit le mode de répartition spatiale, Messieurs les parlementaires voisinaient, avec de petits boutiquiers ou artisans. Cinquante-deux pour cent des acheteurs étaient des artistes, artisans ou ouvriers, ce qui montre toute l'originalité et la singularité de ce nouveau quartier Mazarin .

## Géographie

### Rues
- Place des Quatre-Dauphins
- Place Saint-Jean-de-Malte
- Rue Goyrand

### Monuments notables
| Nom du monument                                   | Adresse                | Date de construction | Propriétaires successifs | Architectes                       | Photos |
| ------------------------------------------------- | ---------------------- | -------------------- | --- | --------------------------------- | ------ |
| Hôtel de Barrigue de Montvalon - Hôtel d'Albert   | 7, rue Goyrand         | 1684                 | François d'Albert, conseiller au Parlement (1684), André de La Garde, procureur général à la Cour des Comptes d'Aix (vers 1710), André de Barrigue de Montvalon, conseiller au Parlement (1728), Maître Théus, notaire à Aix (vers 1930) | Jean Vallon et François Lieutaud  |        |
| Hôtel de Caumont - Hôtel de Réauville · Classé MH | 2, rue Joseph-Cabassol | 1715                 | Joseph de Rolland, seigneur de Réauville et marquis de Cabannes (1715), François de Bruny, baron de la Tour-d'Aigues (1752), Pauline de Bruny (épouse du marquis de Caumont) (1795), Jules de Bruny de Châteaubrun (1850), Jean-Baptiste d'Albert de Roux (1854), Negrel-Bruny (1874), Caillols (?), Jaloux (?), Mairie d'Aix-en-Provence (1964), Culturespaces (filiale du groupe Suez) (2010), | Georges Vallon et Robert de Cotte |        |
| Hôtel Gassendi                                    | 44, cours Mirabeau     | 1647                 | Prosper Gassendi (1647), |                                   |        |
| Hôtel Lyon de Saint-Ferréol                       | 42, cours Mirabeau     | 1662                 | Pierre Maurel de Pontevès (1662), Joseph Lyon de Saint-Ferréol, trésorier général des États de Provence (1704), Reinaud de Fontvert (1768), | Jean Jaubert et Laurent Vallon    |        |
| Hôtel de Marignane - Hôtel d'Albert               | 12, rue Mazarine       | 1697                 | François et Marc d'Albert (1697), Joseph-Marie de Covet de Marignane (1745), |                                   |        |
| Hôtel Perrin                                      | 46, cours Mirabeau     | 1647                 | Louis Perrin (1647), | Jean Jaubert et Laurent Vallon    |        |
| Hôtel de Suffren - Hôtel d'Arnaud · Inscrit MH    | 40, cours Mirabeau     | 1648                 | Esprit d'Arnaud (1648), Louis de Suffren (1674), Ambroise de Forbin-Maynier d'Oppède (vers 1810), Edouard Jourdan (vers 1910), Alfred Jourdan (vers 1945), | Jean-Arnaud Raymond               |        |